# Zouave du pont de l'Alma
Le Zouave, dit Zouave du pont de l'Alma, est une statue en pierre de Georges Diebolt datant de 1856, l'une des quatre sculptures représentant les troupes ayant participé à la guerre de Crimée, initialement fixées sur les piles de l'ancien pont de l'Alma à Paris, et la seule qui subsiste aujourd'hui à cet emplacement.

## Description
André-Louis Gody (1828-1896), né et mort à Gravelines, est souvent présenté comme le soldat ayant servi de modèle à cette statue ; il aurait été repéré par Napoléon III lui-même, lors d'une revue,. Cependant, d'autres parlent d'un Breton nommé Nérigot ou Bérizot.
Représenté en uniforme de zouave (régiments d'Afrique du Nord), arborant un fez, une veste courte et ajustée sans boutons, une large ceinture de toile, des culottes bouffantes, des guêtres et des jambières, il est adossé à des drapeaux. Il prend appui sur son fusil et, en position légèrement hanchée, regarde vers sa droite.
La statue mesure 5,2 mètres de haut, pèse 8 tonnes et a coûté 22 500 francs, y compris la fourniture des matériaux et des frais d'échafaudage.

## Histoire
Le pont tient son nom de la bataille de l'Alma en Crimée, remportée en 1854 par les Anglais, les Français et les Turcs Ottomans contre les Russes. Le 3e régiment de zouaves s'était particulièrement illustré pendant la bataille de l'Alma en réussissant à prendre les canons de l'ennemi.
Entre 1970 et 1974, le pont est reconstruit du fait de l'étroitesse et du tassement du pont d'origine, et le Chasseur à pied, l’Artilleur et le Grenadier sont déplacés sur d'autres sites. Le nouveau pont ne possédant plus qu'une pile côté rive droite (8e arrondissement), seul le Zouave est conservé. Contrairement à ce que certains prétendent, il n'a pas alors été déplacé de l'aval à l'amont du pont. En effet, les photos citées par l'historien Jean-Luc Pinol, et celle de la crue de 1924 ci-dessous, montrent que le Zouave était déjà sur la partie amont du pont.
Cette statue a par ailleurs été construite grâce à la pierre d'Ensoulesse, une ancienne carrière active au XIXe siècle, située non loin de Poitiers.[réf. nécessaire]

## Localisation
Le Zouave est au pied du pont de l'Alma, côté amont de la pile (côté rive droite). Contrairement à ce qui est parfois indiqué, il a toujours été du côté amont du pont.
Ce site est desservi par la station de métro Alma - Marceau.

## Culture populaire

### LeZouave, indicateur imprécis des crues de la Seine

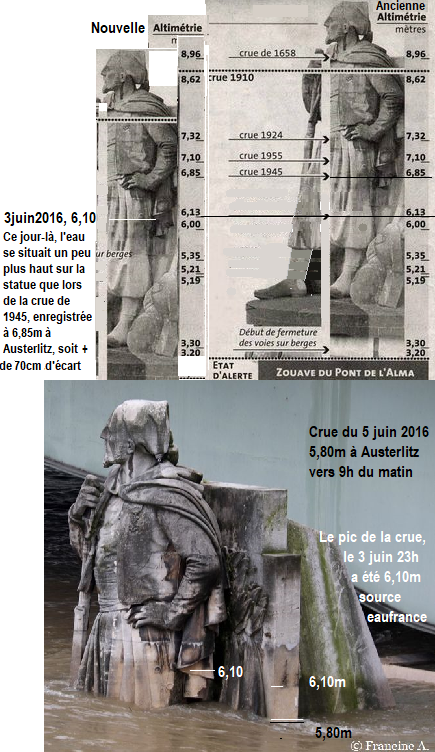
Montage expliquant l'abaissement du zouave.

Selon la tradition parisienne, lorsque « le zouave a les pieds dans l'eau », la Seine est en crue. Lors de la crue historique de 1910, le niveau de la Seine s'éleva jusqu'à 8,62 m et l'eau atteignit les épaules du Zouave. Cependant, en raison de la reconstruction du pont en 1970 et du déplacement de la statue, le niveau auquel le Zouave est situé aujourd'hui a changé. L'incertitude demeure toutefois quant à cette position relative : des sources différentes parlent d'un rehaussement ou d'un abaissement,. Contactés par des journalistes du Monde, l’Institut d'aménagement et d'urbanisme de la région d'Île-de-France et la Direction régionale et interdépartementale de l'environnement et de l'énergie n’ont pas été en mesure de répondre aux interrogations concernant la hauteur actuelle du Zouave. Le plus probable, c'est que l'erreur provient du changement de référentiel d'altitude en 1969. Auparavant, les cotes d'altitude étaient exprimées en système orthométrique (NGF-Lallemand), que conserve la Ville de Paris jusqu'à ce jour. Depuis 1969, le référentiel est le NGF-IGN69, qui est 33 cm plus haut à Paris. Il est de ce fait possible de faire deux types d'erreur :
- Positionner, lors de la reconstruction en 1970, le socle de la statue en IGN69 comme si c’était de l’orthométrique, et dans ce cas il y a 33 cm d’écart, le zouave est plus bas qu’avant. En supposant que la cote serait de 25,00 en ortho et qu'on place le socle à l'altitude 25,00 IGN69, il est en fait à 24,67 en ortho, donc plus bas ;
- Se tromper dans le rattrapage, c'est-à-dire déduire 33 cm (placer le socle à 24,67 NGF69), et dans ce cas il y a 66 cm d’écart vers le bas, car le zouave est en fait à 24,33 ortho. Un indice laisse penser que c'est probablement ce qui s'est passé : les marques de crue pour 1955 (ancien pont, 7,14 m) et 1982 (nouveau pont, 6,18 m) sont presque à la même hauteur sur la statue, alors qu’elles correspondent à 96 cm de différence à Austerlitz[réf. nécessaire]. La crue de 2016, donnée à 6,10 m par Eaufrance, le corrobore, ainsi que le montre le montage ci-dessus.

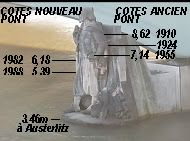
Schéma des plus grandes crues enregistrées sur le Zouave du pont de l'Alma, photo J.-M. Deplaix.

La Ville de Paris considère que l'écart entre le NGF-Lallemand et le NGF-IGN69 est de 33 cm, alors que la carte de l'IGN indique plutôt 34 cm.
L'habitude prise de comparer l'importance des crues en se basant sur ce dernier n'est donc pas fiable, et c'est pourquoi c'est l'échelle hydrométrique du pont d'Austerlitz qui fait référence pour les scientifiques,.
Le Zouave a souvent eu les pieds dans l'eau et a connu de nombreuses crues historiques, notamment en 1910, 1924, 1945, 1955, 1982, 1988, 1995, 1999, 2001,, 2013, 2016, 2018.

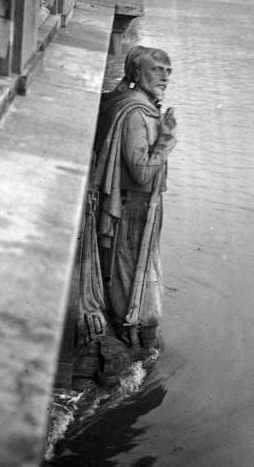
La crue de 1912.
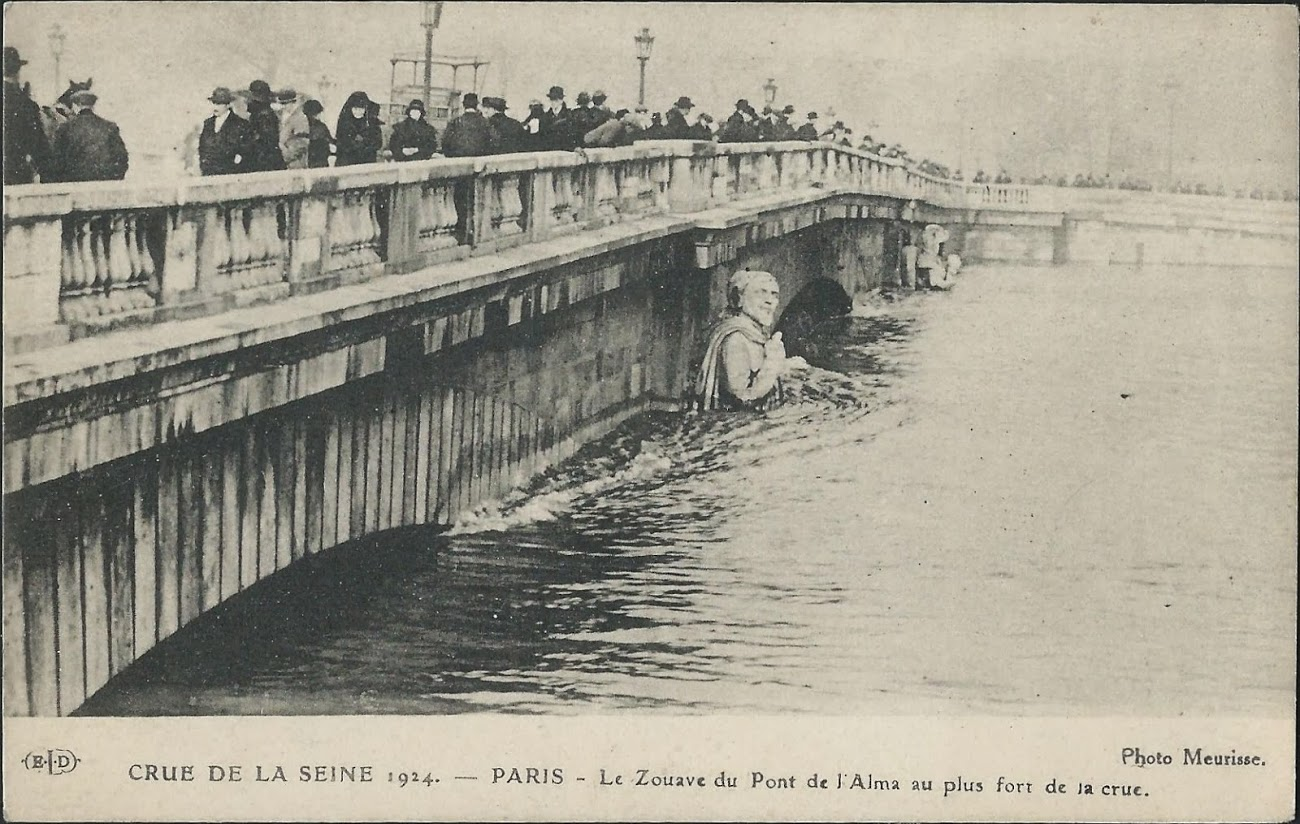
La crue de 1924.
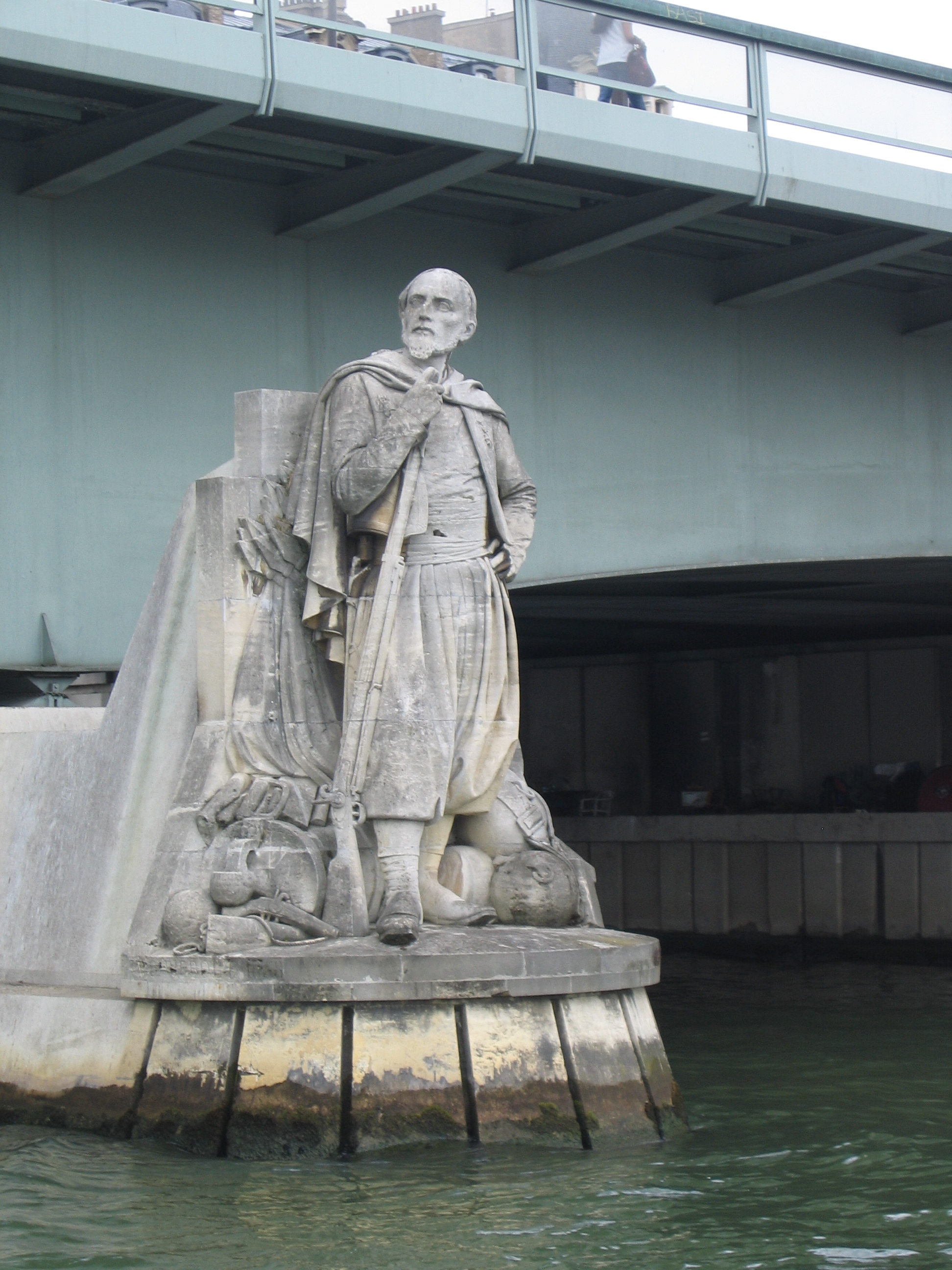
Les pieds au sec, en 2006.
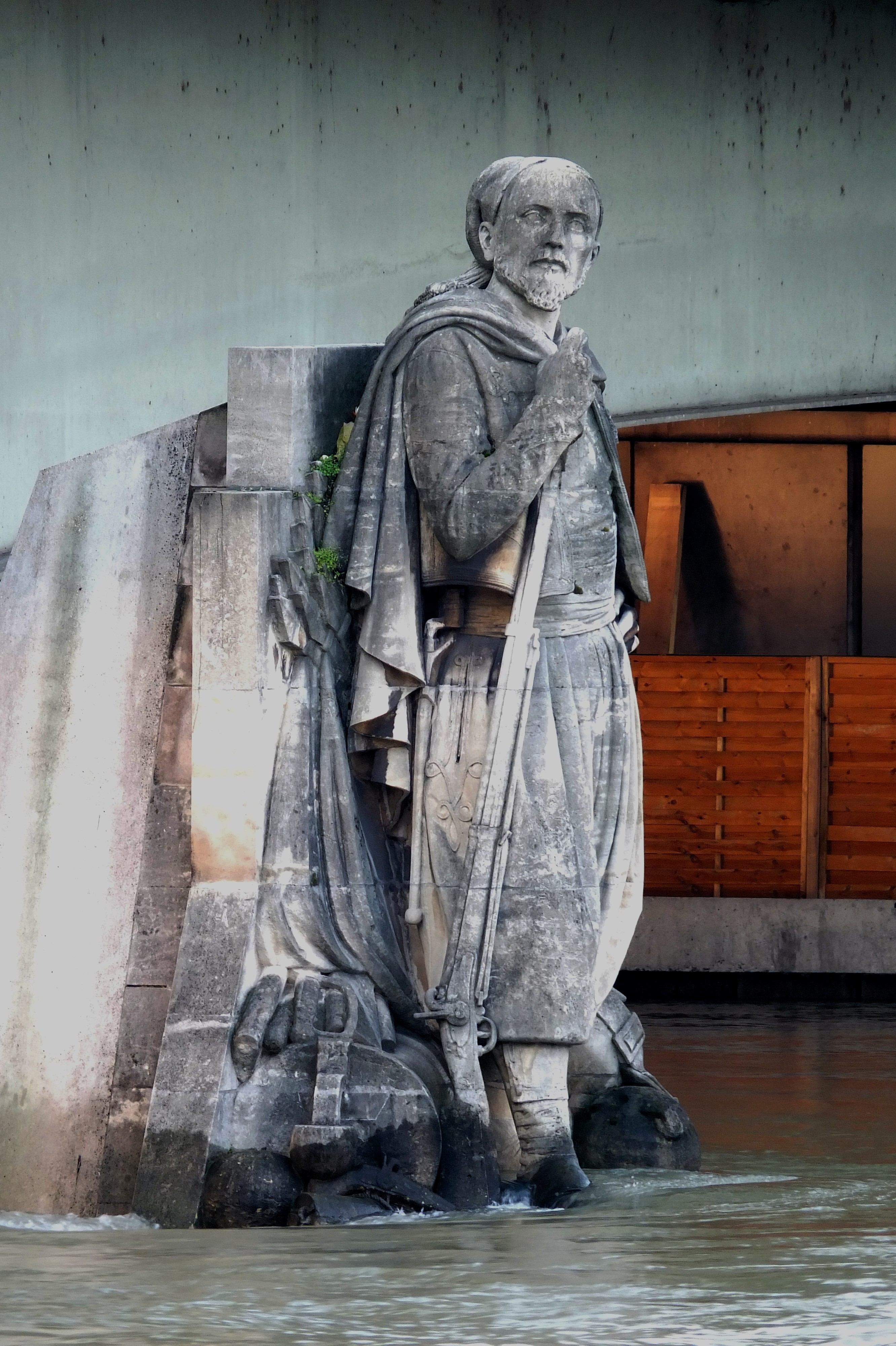
La crue de février 2013 : cote d'alerte.
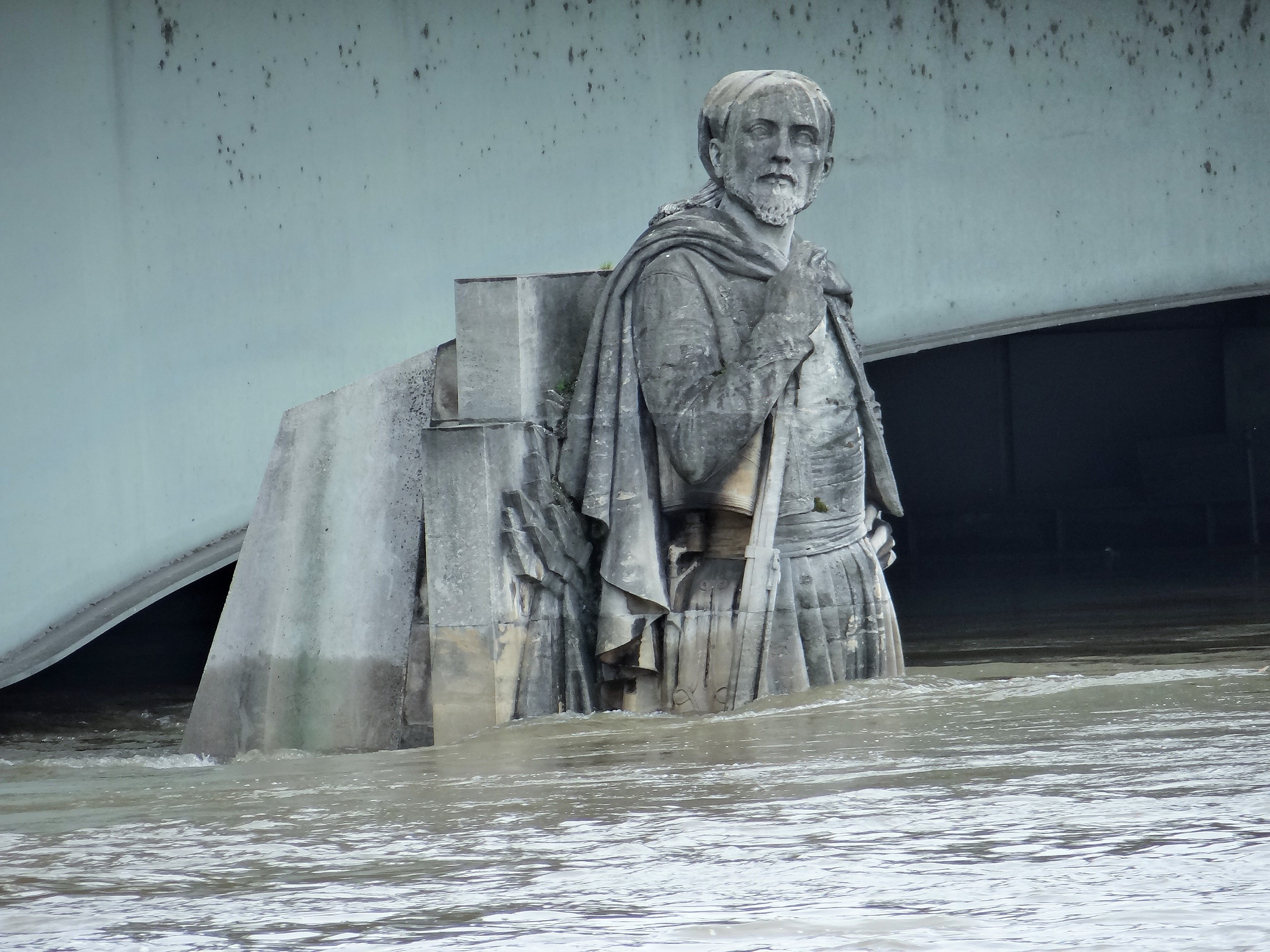
La crue de juin 2016 : l'eau atteint 6,05 m.
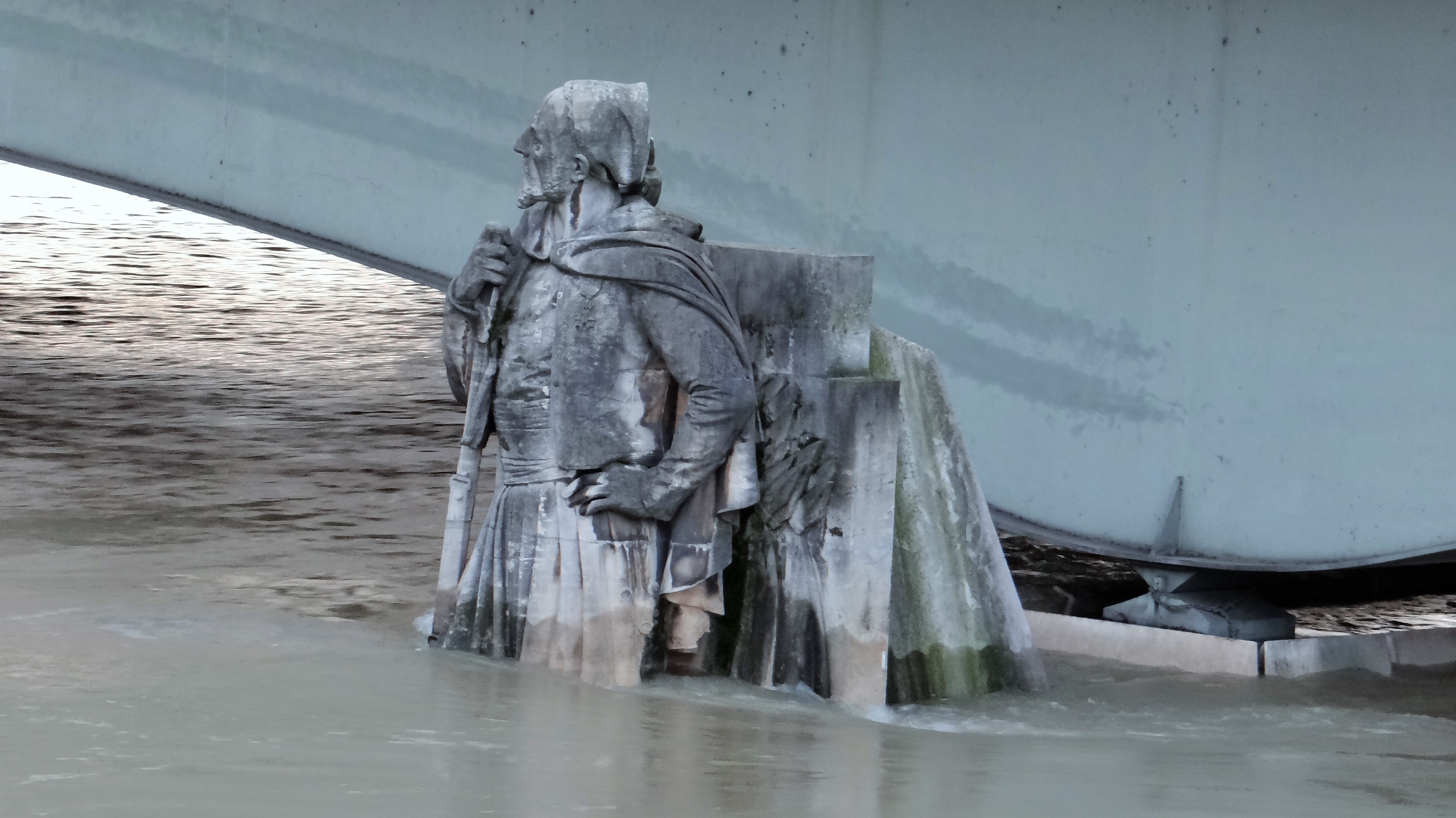
La crue de janvier 2018, peu avant le pic de crue.

### LeZouaveen politique
Le journal La Croix rapporte en janvier 1936 que le député de l'arrondissement, Louis Duval-Arnould, avait une grande ressemblance physique avec le Zouave : « Des électeurs du VIe arrondissement ont trouvé, il y a déjà longtemps, que sa silhouette évoquait celle de leur sympathique député, à une différence toutefois, entre autres, c'est que celui-ci porta pendant la guerre la tenue d'artilleur et non l'uniforme de zouave. Ils se comprennent entre eux quand ils disent : “Duval-Arnould a de l'eau jusqu'à la cheville, jusqu'aux genoux, gare aux inondations !” Et M. Duval-Arnould est le premier à s'en amuser. » Xavier Vallat rapporte également ce surnom donné à son collègue en politique, en raison de sa barbichette.

### LeZouavedans la chanson française
La chanson Le Zouave de ma grand-mère de Jeanne Aubert raconte, de manière humoristique, l'origine de la statue. Le Zouave est évoqué par :
- Serge Reggiani dans Le Zouave du Pont de l'Alma ;
- par Ray Ventura dans Ça vaut mieux que d'attraper la scarlatine ;
- par Jacqueline Maillan dans Sous le pont de l'Alma[22] ;
- par Georges Brassens dans Les Ricochets ;
- par Thomas Fersen dans sa chanson Ne pleure plus ;
- par Stanislas dans Le Zouave.

### LeZouavedans la littérature
Le Zouave a donné son nom à un roman écrit en 2001 par Roger Bordier.